# 1995年の鉄道
1995年の鉄道（1995ねんのてつどう）とは、1995年（平成7年）に起こった鉄道関係の出来事をまとめたページである。
1994年の鉄道 - 1995年の鉄道 - 1996年の鉄道

## 出来事の一覧

### 1月
- 1月1日
  - 高千穂鉄道
    - （駅名改称） 日之影温泉駅←日之影駅（高千穂線）
- 1月9日
  - 熊本電気鉄道
    - （新駅開業） 坪井川公園駅（菊池線 打越駅 - 北熊本駅間）
    - （新駅開業） 電波高専前駅（現・熊本高専前駅）（菊池線 黒石駅 - 再春荘前駅間）

### 3月
- 3月16日
  - 東海旅客鉄道
    - （新駅開業） 尾頭橋駅（東海道本線 金山駅 - 名古屋駅間）

  - 北海道旅客鉄道
    - （新駅開業） ほしみ駅（函館本線 銭函駅 - 星置駅間）
    - （駅名改称） 拓北駅←東篠路駅、あいの里公園駅←釜谷臼駅、北海道医療大学駅←大学前駅（札沼線）
    - （複線化） 札沼線 太平駅 - 篠路駅 (2.9km)
- 3月17日
  - のと鉄道
    - （新駅開業） 七見駅（能登線 鵜川駅 - 矢波駅間）

### 4月
- 4月1日
  - （会社名変更） くりはら田園鉄道←栗原電鉄
    - （路線名改称） くりはら田園鉄道線←栗原電鉄線
    - （駅名改称） 鶯沢工業高校前駅←駒場駅（くりはら田園鉄道線）
    - （電化廃止・ワンマン運転開始） くりはら田園鉄道線 石越駅 - 細倉マインパーク前駅

  - 越後交通
    - （路線廃止） 長岡線 来迎寺駅 - 西長岡駅
    - （駅廃止） 来迎寺駅、深沢駅、上富岡駅、才津駅、有栗駅、西長岡駅（長岡線）

  - 千葉急行電鉄
    - （延伸開業） 千葉急行線 大森台駅 - ちはら台駅 (6.7km)
    - （新駅開業） 学園前駅、おゆみ野駅、ちはら台駅（千葉急行線）

  - 北総開発鉄道
    - （延伸開業） 北総・公団線 千葉ニュータウン中央駅 - 印西牧の原駅 (4.7km)
    - （新駅開業） 印西牧の原駅（千葉ニュータウン線）

  - 大阪府都市開発
    - （延伸開業） 泉北高速鉄道線 光明池駅 - 和泉中央駅 (2.2km)
    - （新駅開業） 和泉中央駅（泉北高速鉄道線）

  - 富山地方鉄道
    - （駅名改称） 新魚津駅←魚津駅（本線）
- 4月20日
  - 九州旅客鉄道
    - （新駅開業） 吉富駅（日豊本線 三毛門駅 - 中津駅間）

### 6月
- 6月18日
  - 神戸高速鉄道
    - （地下化） 東西線 高速長田駅 - 西代駅

### 7月
- 7月21日
  - 平成筑豊鉄道
    - （新駅開業） 源じいの森駅（田川線 崎山駅 - 油須原駅間）
- 7月27日
  - 西日本旅客鉄道
    - （新駅開業） 鳥取大学前駅（山陰本線 湖山駅 - 末恒駅間）

### 8月
- 8月1日
  - 千葉都市モノレール
    - （延伸開業） 1号線 千葉みなと駅 - 千葉駅 (1.5km)
    - （新駅開業） 千葉みなと駅、市役所前駅（1号線）
    - （本開業・駅移転） 千葉駅（1号線、2号線）
- 8月10日
  - 会津鉄道
    - （新駅開業） 南若松駅（会津線 西若松駅 - 門田駅間）
- 8月19日
  - タイ国有鉄道
    - （延伸開業）東本線（カオチーチャン分岐駅 - マープタープット駅 (20.48km)、クローンシップカーオ駅 - ケンコーイ駅 (81.29km) ）

### 9月
- 9月1日
  - 西日本旅客鉄道
    - （駅名改称） 長岡京駅←神足駅（東海道本線(JR京都線)）
- 9月4日
  - 北海道旅客鉄道
    - （路線廃止） 深名線 深川駅 - 名寄駅
    - （駅廃止） 円山駅、上多度志駅、多度志駅、宇摩駅、幌成駅、下幌成駅、鷹泊駅、沼牛駅、新成生駅、幌加内駅、上幌加内駅、政和駅、添牛内駅、共栄駅、朱鞠内駅、湖畔駅、北母子里駅、天塩弥生駅、西名寄駅（深名線）

  - 北海道ちほく高原鉄道
    - （新駅開業） 岡女堂駅（ふるさと銀河線 南本別駅 - 本別駅間）

### 10月
- 10月1日
  - 一畑電気鉄道
    - （新駅開業） 湖遊館新駅駅（北松江線 布崎駅 - 園駅間）
- 10月28日
  - 九州旅客鉄道
    - （新駅開業） 美咲が丘駅（筑肥線 筑前前原駅 - 加布里駅間）

### 11月
- 11月1日
  - 東京臨海新交通（現・ゆりかもめ）
    - （新線開業） 臨海線 (仮)新橋駅 - 有明駅 (12.0km)
    - （新駅開業） (仮)新橋駅、竹芝駅、日の出駅、芝浦ふ頭駅、お台場海浜公園駅、台場駅、船の科学館駅（現・東京国際クルーズターミナル駅）、テレコムセンター駅、青海駅、国際展示場正門駅（現・東京ビッグサイト駅）、有明駅（臨海線）
- 11月15日
  - ソウル特別市都市鉄道公社
    - （新線開業） 5号線 往十里駅 - 上一洞駅 (14.4km)
    - （新駅開業） 往十里駅、馬場駅、踏十里駅、長漢坪駅、君子駅、峨嵯山駅、クァンナル駅、千戸駅、江東駅、吉洞駅、クブンダリ駅、明逸駅、高徳駅、上一洞駅（5号線）

### 12月
- 12月1日
  - 東日本旅客鉄道
    - （駅名改称） 湯瀬温泉駅←湯瀬駅、鹿角花輪駅←陸中花輪駅（花輪線）
    - （新駅開業） 井川さくら駅（奥羽本線 羽後飯塚駅 - 八郎潟駅間）
    - （駅廃止） 玉川口駅、花立駅（米坂線）
- 12月22日
  - 名古屋鉄道
    - （駅再開業） 印場駅（瀬戸線 大森・金城学院前駅 - 旭前駅間）
- 12月25日
  - くりはら田園鉄道
    - （新駅開業） 大岡小前駅（くりはら田園鉄道線 谷地畑駅 - 大岡駅間）

## 主なダイヤ改正

### 4月
- 4月5日
  - 名古屋鉄道

### 5月
- 5月8日
  - 名古屋鉄道（瀬戸線）

### 6月
- 6月12日
  - 阪急電鉄 - ダイヤ改正。
    - 神戸線に通勤特急・通勤急行を新設。特急・快速急行の停車駅に岡本駅を追加。

### 10月
- 10月1日
  - 東海旅客鉄道 - ダイヤ改正。
    - 急行「富士川」を「ふじかわ」に列車名変更の上、特急に格上げ。

## 災害・不通・事故・事件など
※復旧理由が明記されていないものは阪神・淡路大震災によるもの。

### 1月
- 1月17日
  - 西日本旅客鉄道・阪急電鉄・阪神電気鉄道・山陽電気鉄道・神戸電鉄・神戸高速鉄道・神戸市交通局・神戸新交通・北神急行電鉄・六甲摩耶鉄道
    - （災害・不通） 兵庫県南部地震（阪神・淡路大震災）
- 1月18日
  - 西日本旅客鉄道
    - （運転再開） 山陽新幹線 姫路駅 - 博多駅（「のぞみ」は終日運休）
    - （運転再開） 東海道本線（JR神戸線） 大阪駅 - 尼崎駅（外側線のみ復旧、普通のみ運転）
    - （運転再開） 福知山線（JR宝塚線） 尼崎駅 - 塚口駅

  - 神戸市交通局
    - （運転再開） 西神線 板宿駅 - 名谷駅
    - （運転再開） 西神延伸線 名谷駅 - 西神中央駅（名谷駅-学園都市駅間は単線運転）

  - 山陽電気鉄道
    - （運転再開） 本線 山陽明石駅 - 山陽姫路駅
    - （運転再開） 網干線 飾磨駅 - 山陽網干駅（全線復旧）

  - 阪急電鉄
    - （運転再開） 神戸本線 梅田駅 - 西宮北口駅

  - 阪神電気鉄道
    - （運転再開） 西大阪線 尼崎駅 - 西九条駅
    - （運転再開） 本線 梅田駅 - 甲子園駅

  - 北神急行電鉄
    - （運転再開） 北神線 新神戸駅 - 谷上駅（全線復旧）
- 1月19日
  - 西日本旅客鉄道
    - （運転再開） 東海道本線（JR神戸線） 尼崎駅 - 甲子園口駅（内側線のみ復旧）
    - （運転再開） 福知山線（JR宝塚線） 宝塚駅 - 広野駅

  - 神戸電鉄
    - （運転再開） 粟生線 鈴蘭台駅 - 粟生駅（全線復旧）
    - （運転再開） 有馬線 鈴蘭台駅 - 有馬口駅
    - （運転再開） 公園都市線 横山駅 - フラワータウン駅（全線復旧）
    - （運転再開） 三田線 有馬口駅 - 三田駅（全線復旧）
- 1月21日
  - 西日本旅客鉄道
    - （運転再開） 福知山線（JR宝塚線） 塚口駅 - 宝塚駅（全線復旧）

  - 阪急電鉄
    - （運転再開） 伊丹線 塚口駅 - 新伊丹駅
- 1月23日
  - 西日本旅客鉄道
    - （運転再開） 山陽本線（JR神戸線） 須磨駅 - 西明石駅（快速運転再開）

  - 阪急電鉄
    - （運転再開） 今津線 門戸厄神駅 - 西宮北口駅（単線運転）、西宮北口駅 - 今津駅
- 1月25日
  - 西日本旅客鉄道
    - （運転再開） 東海道本線（JR神戸線） 甲子園口駅 - 芦屋駅（内側線のみ。新快速運転再開）

  - 神戸市交通局
    - （複線運転再開） 西神延伸線 名谷駅 - 学園都市駅（全線復旧）
- 1月26日
  - 阪神電気鉄道
    - （運転再開） 本線 甲子園駅 - 青木駅
    - （運転再開） 武庫川線 武庫川駅 - 武庫川団地前駅
- 1月27日
  - 山陽電気鉄道
    - （運転再開） 本線 霞ヶ丘駅 - 山陽明石駅
- 1月30日
  - 西日本旅客鉄道
    - （運転再開） 山陽本線（JR神戸線） 神戸駅 - 須磨駅（新長田駅は終日通過）

  - 山陽電気鉄道
    - （運転再開） 本線 滝の茶屋駅 - 霞ヶ丘駅

  - 阪急電鉄
    - （運転再開） 今津線 宝塚駅 - 仁川駅

### 2月
- 2月1日
  - 阪神電気鉄道
    - （運転再開） 本線 三宮駅 - 元町駅
- 2月5日
  - 阪急電鉄
    - （運転再開） 今津線 仁川駅 - 門戸厄神駅（全線復旧）
- 2月6日
  - 神戸高速鉄道
    - （運転再開） 東西線 花隈駅 - 新開地駅
    - （運転再開） 東西線 元町駅 - 高速神戸駅
- 2月7日
  - 神戸電鉄
    - （運転再開） 有馬線 長田駅 - 鈴蘭台駅
- 2月8日
  - 西日本旅客鉄道
    - （運転再開） 東海道本線（JR神戸線） 芦屋駅 - 住吉駅（内側線のみ）

  - 2月11日
  - 阪神電気鉄道
    - （運転再開） 本線 青木駅 - 御影駅
- 2月13日
  - 阪急電鉄
    - （運転再開） 神戸本線 御影駅 - 王子公園駅
- 2月14日
  - 西日本旅客鉄道
    - （運転再開） 東海道本線（JR神戸線） 尼崎駅 - 芦屋駅外側線
- 2月16日
  - 神戸市交通局
    - （運転再開） 西神線 新長田駅 - 板宿駅（全線復旧。但し三宮駅、上沢駅、新長田駅は終日通過）
    - （運転再開） 山手線 新神戸駅 - 新長田駅（全線復旧。但し新長田駅は終日通過）
- 2月20日
  - 西日本旅客鉄道
    - （運転再開） 東海道本線（JR神戸線） 灘駅 - 神戸駅（内外下り線のみ）

  - 阪神電気鉄道
    - （運転再開） 本線 岩屋駅 - 三宮駅
- 2月21日
  - 山陽電気鉄道
    - （運転再開） 本線 東須磨駅 - 須磨寺駅

### 3月
- 3月1日
  - 阪急電鉄
    - （運転再開） 甲陽線 夙川駅 - 甲陽園駅（全線復旧）

  - 阪神電気鉄道
    - （運転再開） 本線 西灘駅 - 岩屋駅
- 3月10日
  - 西日本旅客鉄道
    - （営業再開） 新長田駅（山陽本線(JR神戸線)）
- 3月11日
  - 阪急電鉄
    - （運転再開） 新伊丹駅 - (仮)伊丹駅
    - （仮駅設置） (仮)伊丹駅（伊丹線 新伊丹駅 - 伊丹駅間。阪神・淡路大震災により伊丹駅が倒壊したため）
- 3月13日
  - 阪急電鉄
    - （運転再開） 神戸本線 王子公園駅 - 三宮駅
- 3月16日
  - 神戸市交通局
    - （営業再開） 三宮駅、新長田駅（山手線）
    - （営業再開） 新長田駅（西神線）
- 3月20日
  - 帝都高速度交通営団
    - （事件・不通） 日比谷線 北千住駅 - 中目黒駅（地下鉄サリン事件による混乱のため）
    - （営業休止） 霞ケ関駅（丸ノ内線、日比谷線、千代田線。地下鉄サリン事件による混乱のため、発生当日は終日通過とされた）
- 3月21日
  - 帝都高速度交通営団
    - （運転再開） 日比谷線 北千住駅 - 中目黒駅（前日の地下鉄サリン事件で終日運休していた）
    - （営業再開） 霞ケ関駅（丸ノ内線、日比谷線、千代田線）
- 3月24日
  - 山陽電気鉄道
    - （運転再開） 本線 板宿駅 - 東須磨駅
- 3月26日
  - 西日本旅客鉄道
    - （運転再開） 東海道本線（JR神戸線） 灘駅 - 神戸駅上り内側線
- 3月31日
  - 神戸市交通局
    - （営業再開） 上沢駅（山手線）

  - 神戸電鉄
    - （運転再開） 有馬線 有馬口駅 - 有馬温泉駅

### 4月
- 4月1日
  - 西日本旅客鉄道
    - （運転再開） 東海道本線（JR神戸線） 住吉駅 - 灘駅（全線復旧。JR神戸線の複々線運転全線再開）
- 4月7日
  - 阪急電鉄
    - （運転再開） 神戸本線 夙川駅 - 岡本駅
- 4月8日
  - 西日本旅客鉄道
    - （運転再開） 山陽新幹線 新大阪駅 - 姫路駅（全線復旧。「のぞみ」の運転を再開）
- 4月9日
  - 山陽電気鉄道
    - （運転再開） 本線 須磨寺駅 - 山陽須磨駅
- 4月19日
  - 東日本旅客鉄道・京浜急行電鉄・相模鉄道・東京急行電鉄・横浜市交通局
    - （事件） 横浜駅異臭事件

  - 山陽電気鉄道
    - （運転再開） 本線 山陽須磨駅 - 須磨浦公園駅
- 4月21日
  - 東京急行電鉄
    - （事件） 東横線 横浜駅改札口付近で前々日発生した事件の模倣事件が発生。

### 5月
- 5月12日
  - 神戸新交通
    - （運転再開） 六甲アイランド線 アイランド北口駅 - マリンパーク駅
- 5月22日
  - 神戸新交通
    - （運転再開） ポートアイランド線 中公園駅 → 南公園駅 → 北埠頭駅

### 6月
- 6月1日
  - 阪急電鉄
    - （運転再開） 神戸本線 岡本駅 - 御影駅
- 6月5日
  - 神戸新交通
    - （運転再開） ポートアイランド線 北埠頭駅 → 中公園駅
- 6月12日
  - 阪急電鉄
    - （運転再開） 神戸本線 西宮北口駅 - 夙川駅（全線復旧）
- 6月16日
  - 山陽電気鉄道
    - （運転再開） 本線 須磨浦公園駅 - 滝の茶屋駅
- 6月18日
  - 神戸高速鉄道
    - （運転再開） 東西線 高速長田駅 - 西代駅

  - 山陽電気鉄道
    - （運転再開） 本線 西代駅 - 板宿駅（全線復旧、但し神戸高速鉄道東西線全線復旧までは高速長田で折り返し）
- 6月22日
  - 神戸高速鉄道
    - （運転再開） 南北線 新開地駅 - 湊川駅（全線復旧、神戸電鉄との直通運転再開）

  - 神戸電鉄
    - （運転再開） 有馬線 湊川駅 - 長田駅（全線復旧、神戸高速鉄道との直通運転再開）
- 6月24日
  - 銚子電気鉄道
    - 銚子電気鉄道線本銚子駅-笠上黒生駅間で列車衝突事故発生（銚子電鉄線列車正面衝突事故）
- 6月26日
  - 阪神電気鉄道
    - （運転再開） 本線 御影駅 - 西灘駅

### 7月
- 7月11日
  - 東日本旅客鉄道
    - （災害・不通） 大糸線 白馬駅 - 南小谷駅（7.11水害のため）

  - 西日本旅客鉄道
    - （災害・不通） 大糸線 南小谷駅 - 根知駅（7.11水害のため）

  - 黒部峡谷鉄道
    - （災害・不通） 本線 宇奈月駅 - 欅平駅（7.11水害のため）
- 7月20日
  - 神戸新交通
    - （運転再開） 六甲アイランド線 魚崎駅 - アイランド北口駅
- 7月21日
  - 六甲摩耶鉄道
    - （運転再開） 六甲ケーブル下駅 - 六甲山上駅（全線復旧）
- 7月31日
  - 神戸新交通
    - （運転再開） ポートアイランド線 三宮駅 - 中埠頭駅（全線復旧）

### 8月
- 8月1日
  - 東日本旅客鉄道
    - （運転再開） 大糸線 白馬駅 - 南小谷駅
- 8月13日
  - 神戸高速鉄道
    - （運転再開） 新開地駅 - 高速長田駅（全線復旧。但し大開駅は駅施設崩壊のため終日通過）
- 8月23日
  - 神戸新交通
    - （運転再開） 六甲アイランド線 住吉駅 - 魚崎駅（全線復旧）

### 9月
- 9月1日
  - 西日本旅客鉄道
    - （運転再開） 大糸線 小滝駅 - 根知駅

### 12月
- 12月27日
  - 東海旅客鉄道
    - （事故） 東海道新幹線 三島駅で、駆け込み乗車をした乗客が列車に引きずられ線路上に転落、轢死する事故が発生（三島駅乗客転落事故）

## 鉄道車両

### 新系列・新形式
- 東日本旅客鉄道
  - E2系新幹線電車（量産試作車）
  - E3系新幹線電車〔こまち〕（量産試作車）
  - E501系電車
  - E127系電車
- 東海旅客鉄道
  - 373系電車
  - 955系新幹線電車「300X」（高速試験車両）
- 小田急電鉄
  - 2000形電車
- 京阪電気鉄道
  - 7200系電車
- 阪神電気鉄道
  - 5500系電車
- 阪急電鉄
  - 8200系電車
- 名古屋鉄道
  - キハ30形気動車
- 茨城交通
  - キハ3710形気動車
- 水島臨海鉄道
  - MRT300形気動車
- 伊予鉄道
  - 610系電車
- 札幌市交通局（札幌市営地下鉄）
  - 5000形電車
- 鹿児島市交通局
  - 9500形電車
- 京福電気鉄道
  - モボ631形電車
- 東京臨海新交通
  - 7000系電車
- 大韓民国鉄道庁
  - 3000系電車
- ソウル特別市都市鉄道公社
  - 5000系電車
- 台湾鉄路管理局
  - EMU500形電車

### 譲渡形式
- くりはら田園鉄道←名古屋鉄道
  - KD10形気動車
- 熊本電気鉄道←東京都交通局（都営地下鉄）
  - 6000系電車
- 上毛電気鉄道←東武鉄道
  - 350型電車

### 消滅形式
- 日本貨物鉄道
  - タキ30100形貨車
  - タキ30200形貨車
  - ホキ2800形貨車
- 一畑電気鉄道
  - 70系電車
- 名古屋鉄道
  - キハ10形気動車
- 南海電気鉄道
  - 1521系電車
  - 1201形電車

### 受賞
- ブルーリボン賞：南海電気鉄道50000系電車
- ローレル賞：北海道旅客鉄道281系気動車
- エバーグリーン賞：一畑電気鉄道デハニ50形電車
- グッドデザイン商品：広島高速交通6000系電車（金賞）、東日本旅客鉄道E217系電車、小田急電鉄2000形電車、東海旅客鉄道383系電車、九州旅客鉄道883系電車